# Rosengabel
Eine Rosengabel ist eine schmale, nur zweizinkige Grabegabel, die zur schonenden Lockerung des Bodens insbesondere zwischen Rosen benutzt werden kann. 

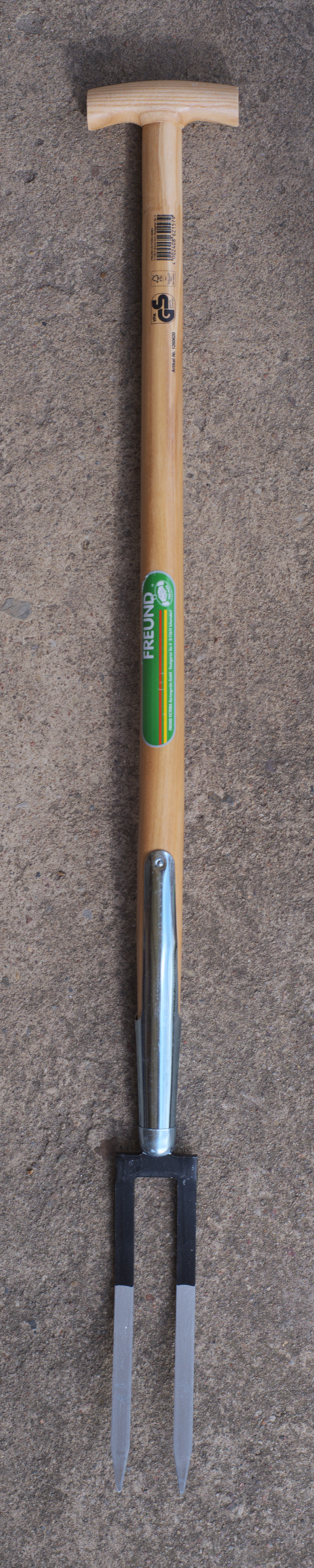
Rosengabel mit Bajonettzinken mit lackiertem Eschen-T-Stiel

## Notwendigkeit
Rosen brauchen viel Luft an den Wurzeln, damit sich keine Wurzelfäule entwickeln kann. Da Rosen aber sehr empfindlich reagieren, wenn ihre Wurzeln verletzt werden, kann man den Boden nicht mit einem Grubber oder ähnlichem auflockern, darum werden spezielle Rosengabeln benutzt.
Zum Auflockern des Erdreichs wird die Rosengabel vorsichtig in den trockenen Boden gestochen und anschließend vorsichtig vor und zurück bewegt. Damit werden Kanäle in den Boden gestochen, durch die Luft in den Boden kommen kann. Bei feuchtem Boden besteht die Gefahr, die Wurzeln zu beschädigen.

## Beschaffung
Rosengabeln gibt es im einschlägigen Handel. Man kann sie auch selbst herstellen, indem man die äußeren Zinken einer normalen Grabegabel abschneidet.